# Ligne de Condat - Le Lardin à Sarlat
La ligne de Condat - Le-Lardin à Sarlat est une ligne de chemin de fer française à écartement standard et à voie unique aujourd'hui désaffectée qui reliait les gares de Condat - Le Lardin et Sarlat. 
Elle constitue la ligne 627 000 du réseau ferré national.

## Histoire
La loi du 17 juillet 1879 (dite plan Freycinet) portant classement de 181 lignes de chemin de fer dans le réseau des chemins de fer d’intérêt général retient en no 97, une ligne de « Nontron à ou près Sarlat, en passant par ou près Thiviers, Villiac et Condat, avec embranchement d'Hautefort à un point à déterminer entre Objat et Brive (entraînant la suppression de la ligne de Nontron à Périgueux) ». Elle est déclarée d'utilité publique par une loi le 28 juillet 1881.
La ligne est concédée à titre définitif par l'État à la Compagnie du chemin de fer de Paris à Orléans (PO) par une convention signée entre le ministre des Travaux publics et la compagnie le 28 juin 1883. Cette convention est approuvée par une loi le 20 novembre suivant.
Le service voyageurs est interrompu le 15 mai 1939, la ligne est fermée le 17 décembre 1951 et déferrée en 1955.
Quelques gares désaffectées existent encore. La mairie de Proissans est installée dans l'ancien bâtiment voyageurs. La gare de Salvignac est aujourd'hui propriété privée, ainsi que celle de La Croix Rouge (Sarlat). Les maisonnettes des PN 94, 97 et 102 sont encore inhabitées. Quelques kilomètres de la ligne sont aménagés par route publique (visite de 9 mars 2015)[réf. nécessaire].
Le tunnel désaffecté de Saint-Amand-de-Coly habité par sept espèces de chauves-souris, fait l'objet d'une arrêté de protection du biotope réseau Natura 2000 au titre de la directive habitats.